# Chaguanas
Chaguanas je město a správní oblast (borough) ve státě Trinidad a Tobago. Žije v něm 67 433 obyvatel (rok 2011). Nachází se na západním pobřeží ostrova Trinidad 18 km od hlavního města Port of Spain, protéká jím řeka Caparo. Nedaleko města leží bažiny Caroni.
Město bylo založeno v roce 1797 a pojmenováno podle domorodého kmene Chaguanů. Koncem 20. století začal rozvoj způsobený příznivou polohou na silnici Uriah Butler Highway: Chaguanas se stalo centrem obchodu a průmyslu především díky velké rafinerii cukru, počtem obyvatel přerostlo Port of Spain a stalo se nejlidnatějším městem v zemi. Více než polovinu obyvatel tvoří Indové a město je baštou jejich politické strany United National Congress.
Místním rodákem je V. S. Naipaul, nositel Nobelovy ceny za literaturu.
Partnerským městem je Lauderhill v USA.